# فیل در تاریکی
فیل در تاریکی رمانی در سبک جنایی و نوآر از نویسندهٔ ایرانی قاسم هاشمی‌نژاد است که سال ۱۳۵۸ در شمارهٔ ۱۹ داستان‌های زمان انتشارات کتاب زمان به چاپ رسید. این اثر از مهم‌ترین آثار در ادبیات پلیسی ایران محسوب می‌شود. این رمان در سال ۱۳۵۵ نوشته شده و همان سال به صورت پاورقی در روزنامهٔ رستاخیز جوان منتشر شده است.
جلال امین شخصیت اصلی داستان، گاراژداری قدیمی است که برادرش حسین در آلمان تحصیل می‌کند. حسین در بازگشت برای جلال یک اتومبیل بنز آخرین مدل می‌آورد. شبکه‌ای تبهکار بدون اطلاع حسین در ماشینش هروئین جاسازی کرده‌اند و پس از ورود اتومبیل به ایران به دنبال آن هستند. حسین به دست تبهکاران به قتل می‌رسد و جلال برای گرفتن انتقام او، به مقابله با آنها می‌پردازد.
عنوان داستان هاشمی‌نژاد اشاره مستقیم به تمثیل فیل در تاریکی مولوی در مثنوی معنوی دارد. نثر هاشمی‌نژاد نثری است حساب‌شده و شاعرانه که حاصل سال‌ها مصاحبت او با ادبیات فارسی و پرسه‌زدن در متون قدیمی و عرفانی است. هاشمی‌نژاد در این رمان، به خلق لهجه‌های مختلف در زبان فارسی دست زده است و تصویری مدرن اما ترسناک از تهران به دست داده است.
هاشمی‌نژاد خشونت باندهای مواد مخدر را با احساس شاعرانه‌ای دربارهٔ زندگی که رابطه اجتماع و خشونت را آشکار می‌کند درآمیخته است و بنیان‌های پوسیده یک دوران رفاه و افتخار را نشان می‌دهد. رابطه اجتماع و خشونت به‌تصویر درآمده در فیل در تاریکی بر خلاف آنچه در رمان‌های پلیسی مرسوم است، به دنبال کشف معما نیست. فیل در تاریکی بسیاری از خصوصیات داستان نوآر – از جمله تضاد نیروهای خیر و شر، لحن بدبینانه و تلخ، تقدیرگرایی، شخصیتی که ناخواسته درگیر حل معما می‌شود و زن افسونگر («فِم‌فَتال») – را دارد و توانسته به شکلی بومی، تنش‌ها و تضادهای اجتماعی ایران را در قالب داستان و جدال خیر و شر به تصویر درآورد. فیل در تاریکی از نمونه‌های آمریکایی ادبیات نوآر بهره گرفته و به جای تمرکز بر قتل و جنایت، به انگیزه‌های درونی شخصیت‌ها و تأثیر محیط و جامعه بر رفتار آنها توجه دارد.
نوشته‌شدن فیل در تاریکی واکنش و توصیهٔ هاشمی‌نژاد به اصحاب اصفهان و نویسندگانی چون هوشنگ گلشیری دانسته شده است چراکه برخلاف اصحاب اصفهان او فرم را مهم‌تر از محتوا نمی‌دانست و به اندام‌واری و درآمیختگی آنها قائل بود. از آنجا که در سال‌های پس از نوشته‌شدن فیل در تاریکی در داستان‌نویسی ایران غلبه با فرم‌گراهای اصفهان بوده است، می‌توان فیل در تاریکی و پیشنهادش به ادبیات فارسی مبتنی بر درآمیختگی فرم و محتوا و اهمیت پلات را شکست‌خورده دانست. فیل در تاریکی به خاطر وجود دو نوع سانسور پیش از انقلاب ۱۳۵۷، نادیده گرفته شده و دیده نشد: یکی سانسور حکومتی و دیگری سانسوری در سوی دیگر طیف سیاسی از سوی روشنفکران چپ که هر اثری را که به زعم آنان در خدمت توده‌ها نبود، برنمی‌تافتند. پس از انقلاب نیز به گفته خود نویسنده، با ممنوعیت انتشار آثار پلیسی عملاً شانس کتاب برای دیده شدن، از بین رفت.
چاپ دوم این رمان قرار بود در دهه ۱۳۹۰ خورشیدی از سوی نشر هرمس منتشر شود اما نویسنده به دلیل مشکلاتی از جمله نارضایتی از ویراستار کتاب، از چاپ مجدد کتاب صرف نظر کرد. این کتاب سرانجام در سال ۱۳۹۸ خورشیدی از سوی نشر هرمس تجدید چاپ شد.

## زمینه
به عقیدهٔ حسن میرعابدینی ادبیات پلیسی در ایران گونهٔ مستقلی نیست و داستان‌نویسان در ابداع قاعده‌ها و چارچوب‌های معتبر نگارش این‌گونه داستان‌ها، چندان موفق نبوده‌اند. رشد ادبیات پلیسی در ایران، مدیون پاورقی‌نویسانی است که برای جذب هرچه بیشتر خواننده از هیجان‌آفرینی جنایی در داستان‌هایشان استفاده کرده‌اند؛ کسانی مانند ابراهیم مدرسی در رمان دلشاد خاتون از این گروه هستند. در ادبیات پیشرو معاصر نیز با آثار پلیسی به معنای رایج مواجه نیستیم و نویسندگان تنها از ویژگی‌های این گونه در داستان‌هایشان استفاده کرده‌اند. به گفته او اگر این تعبیر قابل پذیرش باشد که درون‌مایهٔ ادبیات پلیسی جستجو و حیرت است، بسیاری از آثار ادبیات فارسی را می‌توان به‌نحوی در این گونه دسته‌بندی کرد. داستان‌هایی مانند تنگسیر و سنگ صبور از صادق چوبک، ملکوت از بهرام صادقی، شراب خام از اسماعیل فصیح، و انسان، جنایت و احتمال اثر نادر ابراهیمی از این نوع هستند. با این‌همه آثاری که ادبیات پلیسی را به معنای امروزی در زبان فارسی نمایندگی می‌کنند و جریان‌ساز بوده‌اند، محدودند و از میان آنها می‌توان به فیل در تاریکی و درد سیاوش (۱۳۶۴) اثر اسماعیل فصیح اشاره کرد.
علیرضا محمودی تلاش نویسندگان ایرانی پیش از انقلاب را برای خلق داستان جنایی معطوف به استفاده از چهار روش داستان جعلی، داستان خارجی، قهرمان ایرانی در فرنگ و استفاده از پیرنگ ایرانی دانسته است. در داستان جعلی، نویسندگان داستانی جنایی را درست مشابه نمونه‌های خارجی و در همان جغرافیا و با شخصیت‌های خارجی خلق می‌کردند و حتی کتاب را به نام نویسنده مشهور خارجی و به شکل ترجمه منتشر می‌کردند. در روش داستان خارجی، نویسندگان داستانی جنایی خارج از جغرافیای ایران خلق می‌کردند. در روش قهرمان ایرانی در فرنگ آنها یک شخصیت معروف خارجی را به ایران می‌آوردند یا یک شخصیت ایرانی را در فرنگ به‌تصویر می‌کشیدند و در پیرنگ ایرانی، نویسندگان تلاش کردند قواعد گونه جنایی را در ایران و با قهرمانی ایرانی پیاده کنند. به عقیده علیرضا محمودی اسماعیل فصیح در شراب خام و قاسم هاشمی‌نژاد در فیل در تاریکی با توجه عمیق به عنصر پیرنگ در داستان جنایی و استفاده از تخیل، بهترین روش خلق ادبیات جنایی ایرانی را یافتند. او می‌افزاید گرچه این داستان‌ها ربطی به جریان غالب ادبیات جنایی عامه‌پسند نداشت و در این جریان طبقه‌بندی نمی‌شد، بااین‌حال به دلیل علاقه نویسندگان آنها به خلق داستان جنایی ایرانی و استمرار در آن، به موفقیت دست یافتند.
محمدحسن شهسواری نوشته‌شدن فیل در تاریکی را واکنش و توصیه‌ای به اصحاب اصفهان و هوشنگ گلشیری دانسته چراکه برخلاف اصحاب اصفهان او فرم را مهم‌تر از محتوا نمی‌داند و به اندام‌واری و درآمیختگی آنها قائل است. به عقیده او از آنجا که در سال‌های پس از نوشته‌شدن فیل در تاریکی در داستان‌نویسی ایران غلبه با فرم‌گراهای اصفهان بوده است، می‌توان فیل در تاریکی و پیشنهادش به ادبیات فارسی مبتنی بر درآمیختگی فرم و محتوا و اهمیت پلات را شکست‌خورده دانست؛ گرچه شهسواری این ایراد را به جریان ادبی و نه اثر هاشمی‌نژاد مربوط می‌داند.
نویسنده
در نخستین دورهٔ جایزهٔ داستان تهران از هاشمی‌نژاد، همچون نویسندهٔ پیشکسوت و کسی که در فیل در تاریکی تصویری ناب و ماندگار از شهر تهران ارائه داده، تقدیر شد.

## داستان
جلال امین وقتی حساب کرد دید همه‌چیز باید صبح همان‌روزی شروع شده باشد که ماشین او را دم خانه‌اش در باغ صبا خالی کرده بودند. ساعت هفت صبح بود، روز اول چار-چار، و بیرون سرما بیداد می‌کرد و نمور بود. چونکه آسمان ابر بود، دم باریدن، و یک هفته بود همه منتظر بودند و نمی‌بارید.
 جلال امین کلید در قفل پیکان پنجاه و یک سورمه‌ای‌ش انداخت دید در قفل نبود. فکر کرد شاید از حواس‌پرت در را دیشب نبسته رفته بود. دقت کرد دید بادشکن سمت چپ را میله انداخته بودند لولاش را شکسته بودند. بادشکن هرز بود.

فیل در تاریکی
داستان فیل در تاریکی در مدت هشت روز (چار-چار زمستانی)، از یک روز یکشنبه تا یکشنبه بعدش، رخ می‌دهد.
یکشنبه– جلال امین گاراژداری در چهارراه سیروس است، دو فرزند به نام‌های زهرا و علی دارد و نام همسرش عصمت است. او منتظر است برادرش حسین از آلمان برسد. صبح همان روز، دزد پیکانش را جلوی خانه زده است. تلفنی به زنش می‌گوید برادرش در راه است و دارد از راه زمینی به ایران می‌آید.
دوشنبه– حسین با اتومبیل بنز ۲۸۰ اس می‌رسد تهران. ماشین را می‌گذارد تعمیرگاه و با ماشین جلال می‌روند خانه. نیکُلا مکانیک ارمنی گاراژ جلال و همسرش ژانِت هم به خانهٔ جلال می‌روند. حسین در مورد چند ایرانی صحبت می‌کند که در استانبول با آنها آشنا شده و یک‌بار در راه کمک کرده‌اند پنچری ماشینش را بگیرد و یک‌بار هم در گمرک به او پول قرض داده‌اند. مُصَیّب دربان گاراژ زنگ می‌زند که دزدها قفل گاراژ را شکسته‌اند و می‌خواسته‌اند دزدی کنند که او رسیده و پلیس خبر کرده. جلال و نیکلا می‌روند گاراژ و با پلیسی که دنبال دزدها کرده صحبت می‌کنند. چیزی دزدیده نشده و دزدها سوار بر رنج‌روور فرار کرده‌اند.
سه‌شنبه– یک ستوان با پلیسی که شب دزدی به گاراژ آمده به دفتر جلال می‌آیند و در مورد اتفاقات دیروز سؤال می‌پرسند. کمی بعد زنی به نام مهستی گنجوی با یک آلفا رومئو ۲۰۰۰ زرد که از کاپوتش بخار بلند می‌شود، وارد گاراژ می‌شود. نیکلا می‌گوید ماشین تا فردا کار دارد و مهستی به بنز اشاره می‌کند و می‌پرسد فروشی است یا نه. در همین زمان یک فولکس واگن پرسروصدا وارد گاراژ می‌شود. نام راننده علی میرزاده است که خودش را سعدی شیرازی معرفی می‌کند. جلال متوجه می‌شود زن در فاصله بیرون رفتن او از دفتر، از گاراژ خارج شده است. سعدی از جلال می‌پرسد آلفا رومئو فروشی است یا نه و بعد از دانستن اینکه نمی‌تواند ماشین را با فولکسش معاوضه کند می‌رود. مهستی به دفتر جلال زنگ می‌زند و می‌گوید سعدی یک سال است برای او مزاحمت ایجاد می‌کند. عصر حسین می‌آید گاراژ و با جلال قرار می‌گذارند آخر هفته بروند طالقان و پدرشان را ببینند. حسین که در آلمان در رشتهٔ کشاورزی تحصیل کرده، می‌خواهد در طالقان کشاورزی کند.

حالا تمامی آن دایرهٔ خوشایند صورت در کاسهٔ دو دستش بود و پنجه‌های گنده‌اش در موهای پرپشت زن خوشی حس ابریشم زنده را درک می‌کرد و چشم‌های زن در درخشش تازه‌شان که از قعر جان می‌آمد، کنار دو دستش بود و شست‌ها از روی شقیقه‌ها تپندگی دل شیفته را می‌شنید و می‌دید چشم‌ها از طلب پنهان موج داشت و به شرم و شور از شهد وعده‌دهندهٔ تن می‌گفت.

فیل در تاریکی
چهارشنبه– جلال صبح ماشین تعمیرشدهٔ مهستی را به خانه‌اش در دروس می‌برد. مهستی او را به داخل دعوت می‌کند و دوباره پیشنهاد خرید بنز جلال را مطرح می‌کند اما جلال جواب قطعی نمی‌دهد. زن سعی می‌کند با اغواگری خودش را در دل جلال جا کند. بعد به اتاق خواب می‌روند و درهم می‌آمیزند. جلال برمی‌گردد دفتر. کسی زنگ می‌زند و به جلال می‌گوید مهستی زنی نیست که به درد او بخورد. بعد مرد شیرازی دوباره به گاراژ می‌آید تا ماشین‌اش را تعمیر کند و باز سراغ بنز را می‌گیرد. آخر وقت، کسی پیغام می‌آورد که جلال باید برود دیدن رئیس او. جلال جواب رد می‌دهد. در راه برگشت به خانه سرنشینان یک بلیزر تعقیبش می‌کنند و زمانی که در یک کوچه بن‌بست گیر می‌افتد، سه‌نفری کتکش می‌زنند. او به خانه نیکلا می‌رود و کلید بنز را به نیکلا می‌دهد تا ماشین را جابه‌جا کند و به او سفارش می‌کند تا به او نگفته از خانه بیرون نیاید.
پنجشنبه– حسین زنگ می‌زند به دفتر و می‌گوید کی می‌رویم طالقان؟ جلال می‌گوید او نمی‌تواند بیاید و حسین باید تنهایی برود. جلال نامه‌های حسین را که از آلمان فرستاده به قصد یافتن نکته‌ای، مرور می‌کند. مهستی زنگ می‌زند و خودش را لوس می‌کند و تلفن را قطع می‌کند. تلفن دوباره زنگ می‌زند و جلال گوشی را برمی‌دارد به هوای مهستی اما مردی پشت خط می‌گوید پیغام من به دست‌تان رسید؟ او به خاطر درگیری در کوچه عذر می‌خواهد و درخواست می‌کند با هم دیدار کنند. جلال قبول می‌کند و قرار می‌شود جمعه صبح در گیشا ملاقات کنند. مهستی دوباره زنگ می‌زند و به اغواگری‌اش ادامه می‌دهد. سعدی دوباره می‌آید گاراژ دنبال ماشینش. جلال می‌گوید نیکلا رفته شمال. سعدی می‌گوید ماشینش که اینجاست. جلال می‌گوید با بنز من رفته. جلال در ذهنش کسانی را که خواهان ماشین هستند برمی‌شمرد: سه نفر دزد، یک شیرازی، یک صدای نکره، یک زن، یک پیغام‌آور، سه‌تا یکه‌بزن؛ جمعاً ده‌نفر. جلال کمی ابزار می‌گذارد توی پیکانش و پیاده از گاراژ می‌رود بیرون و متوجه می‌شود چند نفر در یک پیکان تعقیبش می‌کنند. بعد برمی‌گردد دفتر. مصیب دربان می‌خواهد برود طالقان و جلال می‌گوید عصر جمعه برگردد. بعد زنگ می‌زند به مهستی و قول می‌دهد یکشنبه بنز را برایش ببرد. شب از خانه می‌رود انبار حاجی و تمام بنز را وارسی می‌کند و توی درِ ماشین، چند کیلو هروئین پیدا می‌کند.
جمعه– عصمت زن جلال از او می‌پرسد که پای زن دیگری در میان است یا نه چون اخیراً رفتارش تغییر کرده است. جلال از سر نگرانی زن و بچه‌اش را می‌برد خانه پدرزنش بعد می‌رود گیشا سر قرار. مردی به شیشه ماشین می‌زند و می‌گوید دنبالش برود. کنار یک باغ می‌ایستند و می‌روند داخل اتاق مردی که جلال با او تلفنی صحبت کرده بود. اسم مرد گلباد است. گلباد مشروب می‌ریزد و با جلال می‌خورند بعد به جلال می‌گوید مایل است بنز را بخرد و به او وعده می‌دهد باهم یک کارواش راه بیندازند. جلال می‌گوید تا شنبه خبر می‌دهد و گلباد یک چک به عنوان پیش‌پرداخت به او می‌دهد. گلباد به او می‌گوید مهستی جزء دسته دیگری است که ماشین را از آلمان فرستاده ایران. جلال از او می‌خواهد بگذارد با کسی که او را زده، تسویه‌حساب کند. گلباد قبول می‌کند و می‌گوید اسمش افندی است.

این مسجد را همیشه دوست می‌داشت. نقلی و نجیب و مأنوس بود. مثل خانهٔ خود آدم. خانهٔ خدا به این مهربانی و رأفت سراغ نداشت. آن درخت‌ها، آن حوض کوچک پرآب که در جنبش ماهیهای آن وضو می‌گرفتی. آن بالاخانه‌ها، آن کفترهای دستاموز. آن صحن تسلی‌بخش، آن محراب کوچک متواضع که ملکوت در آنجا لانه داشت. دلش از شور لرزید.

فیل در تاریکی
شنبه– جلال درگیر با افکارش و مخمصه‌ای که در آن است، به مسجد می‌رود و نماز می‌خواند. وقتی به دفتر برمی‌گردد، می‌بیند سعدی منتظرش است. او باز سراغ ماشین را می‌گیرد. بعد از رفتنش مصیب چای می‌آورد و می‌گوید پدر جلال از اینکه از آمدن حسین خبر نداشته ناراحت شده و گفته می‌آید تهران حسین را ببیند. جلال می‌فهمد حسین به طالقان نرسیده. گلباد زنگ می‌زند تا از معامله ماشین خبر بگیرد. جلال می‌گوید می‌فروشد. گلباد به جلال می‌گوید ماشین را ساعت ۳ بیاورد سر گیشا. جلال از دفتر درمی‌آید و می‌رود پیش نیکلا و به او می‌گوید حسین احتمالاً دست تبهکارهاست. جلال به نیکلا می‌گوید برود تعمیرگاه و منتظر پدرش بشود و او را ببرد خانه پدرزنش و بگوید حسین با دوستانش رفته شمال. جلال می‌رود انبار حاجی و هروئین‌ها را برمی‌دارد و در جایی از انبار مخفی می‌کند و ماشین را می‌برد سر قرار. ماشین را تحویل می‌دهد و با افندی می‌روند اتوبان کرج. جلال افندی را می‌زند و کلتش را می‌گیرد و از برادرش می‌پرسد. افندی می‌گوید ماشین مال یک دسته دیگر است که ما می‌خواستیم از چنگ‌شان دربیاوریم. دیدیم حسین رفت با یکی از آدم‌های دسته دیگر حرف زد و فکر کردیم با آنها شریک است. جلال می‌فهمد حسین رفته قرضش را به همسفرانش پس بدهد. افندی جنازه حسین را به جلال نشان می‌دهد و فرار می‌کند. جلال بالای سر جنازه نشسته که سعدی شیرازی سرمی‌رسد و خودش را مأمور شهربانی معرفی می‌کند. آنها باهم سوار ماشین سعدی می‌شوند و برمی‌گردند. جلال در راه به او می‌گوید جنس‌ها پیش خودش است و باهم می‌روند خانه سعدی. جلال به سعدی می‌گوید نصف روز به او فرصت بدهد تا جنس‌ها را تحویل پلیس بدهد و با ماشین سعدی می‌رودخانه خودش.
یکشنبه– جلال ماشین را بالاتر از خانه‌اش می‌گذارد و کلت را می‌گذارد توی داشبورد. دم خانه می‌بیند در باز است. می‌آید توی خانه و کسی ضربه‌ای محکم به سرش می‌زند. وقتی به هوش می‌آید می‌بیند گلباد روبرویش نشسته است و سراغ جنس‌ها را می‌گیرد. جلال می‌گوید قول جنس‌ها را به سعدی داده است اما می‌توانند با هم معامله کنند. جلال شماره تلفن گلباد را می‌گیرد و به او می‌گوید پانصدهزارتا پول نقد و بنز را بیاورد به جایی که فردا تلفنی به او می‌گوید. بعد به مهستی زنگ می‌زند و می‌گوید از جریان ماشین و همدستی مهستی خبر دارد و او باید برای گرفتن جنس‌ها با سیصدهزارتا پول نقد سر قرار بیاید. بعد به سعدی زنگ می‌زند و جریان را می‌گوید و از او می‌خواهد افندی را که با بلیزر فرار کرده، دستگیر کند. جلال دوباره به مهستی و گلباد زنگ می‌زند تا مطمئن شود پول را آماده کرده‌اند. بعد وصیت‌نامه‌اش را می‌نویسد و در پاکت می‌گذارد و تلفنی به گلباد و مهستی آدرس و ساعت قرار را می‌دهد. بعد به سعدی زنگ می‌زند و آدرس را می‌دهد و ساعت قرار را کمی دیرتر به او می‌گوید. جلال می‌رود انبار حاجی و پاکت وصیتش را به کرامت نگهبان انبار می‌دهد و او را می‌فرستد پاکت را تحویل حاجی بدهد. گلباد سرمی‌رسد و جلال کمی او را معطل می‌کند تا مهستی هم بیاید. بعد مهستی و گلباد با هم روبرو می‌شوند و گلباد به رویش هفت‌تیر می‌کشد. سعدی می‌رسد و گلباد را با تیر می‌زند، مهستی را دستگیر کرده و جنس‌ها را ضبط می‌کند. جلال از انبار درمی‌آید و می‌بیند پیکانش را دزدیده‌اند. کلید ماشین را می‌اندازد توی جوی آب و پیاده درحالی‌که برف می‌بارد، می‌رود.

## نگارش و چاپ
هاشمی‌نژاد این اثر را در بهار سال ۱۳۵۵ و ظرف پنج روز نوشت. چند هفته بعد این اثر به صورت پاورقی در روزنامه رستاخیز جوان منتشر شد. رستاخیز جوان یکی از روزنامه‌های حزب رستاخیز بود. خود نویسنده در مورد نگارش این رمان گفته پنج روز در ویلایی اجاره‌ای در محمودآباد به نوشتن پرداخته و اثر را بدون اصلاح یا ویرایش به صورت پاورقی منتشر کرده است. در سال ۱۳۵۸ انتشارات کتاب زمان رمان را منتشر کرد. ابوالحسن نجفی در ویرایش این رمان دست داشته است.
به گفته سالار عبده فیل در تاریکی به خاطر وجود دو نوع سانسور پیش از انقلاب ۱۳۵۷، نادیده گرفته شده و دیده نشد. یکی سانسور حکومتی و دیگری سانسوری در سوی دیگر طیف سیاسی از سوی روشنفکران چپ که هر اثری را که به زعم آنان در خدمت توده‌ها نبود، برنمی‌تافتند. پس از انقلاب نیز به گفته خود نویسنده، با ممنوعیت انتشار آثار پلیسی عملاً شانس کتاب برای دیده شدن، از بین رفت.
چاپ دوم این رمان قرار بود در دهه ۱۳۹۰ خورشیدی از سوی نشر هرمس منتشر شود. هاشمی‌نژاد پیشگفتاری برای چاپ دوم نوشت و مجله تجربه آن را در شماره ۴۳ خود (۱۳۹۵) منتشر کرد. هاشمی‌نژاد در کتاب راه ننوشته چنین اظهار داشته که به دلیل مشکلاتی از جمله نارضایتی از ویراستار کتاب، از خیر چاپ مجدد کتاب گذشته است. فیل در تاریکی سرانجام در سال ۱۳۹۸ خورشیدی توسط نشر هرمس تجدیدِ چاپ شد.

## ویژگی‌ها و عناصر داستانی
پیل اندر خانه‌ای تاریک بود
     عرضه آورده بودندش هنود
دیدنش با چشم چون ممکن نبود
     اندر آن تاریکیش کف می‌بسود
آن یکی را کف به خرطوم اوفتاد
     گفت همچون ناودان‌ست این نهاد
آن یکی را دست بر گوشش رسید
     آن برو چون بادبیزن شد پدید
آن یکی را کف چو بر پایش بسود
     گفت شکل پیل دیدم چون عمود
آن یکی بر پشت او بنهاد دست
     گفت خود این پیل چون تختی بدست
در کف هرکس اگر شمعی بدی
     اختلاف از گفتشان بیرون شدی

مثنوی معنوی، مولوی،
 پیشانی‌نویس فیل در تاریکی
عنوان داستان هاشمی‌نژاد اشاره مستقیم به تمثیل فیل در تاریکی مولوی در مثنوی معنوی دارد. براساس این داستان چهارنفر در تاریکی فیلی را لمس می‌کنند و هرکدام براساس روایت خودشان، تصویری از فیل می‌سازند. با اینکه فیل تمام این تصورات را در ویژگی‌هایش دارد اما هیچ‌یک از این تصورها، فیل نیستند. کاوه میرعباسی معتقد است هاشمی‌نژاد در فیل در تاریکی فقط به معنای کلی پنهان بودن حقیقت در این تمثیل نظر داشته و در داستانش روی چهار تصور مختلف از واقعیت مانند تمثیل مولوی، کار نکرده است.
جلال امین شخصیت اصلی داستان، گاراژداری قدیمی است که برادرش حسین در آلمان تحصیل می‌کند. حسین در بازگشت برای جلال یک اتومبیل بنز آخرین مدل می‌آورد. شبکه‌ای تبهکار بدون اطلاع حسین در ماشین هروئین جاسازی کرده‌اند و پس از ورود اتومبیل به ایران به دنبال آن هستند. حسین به دست تبهکاران به قتل می‌رسد و جلال برای گرفتن انتقام او، وصیت‌نامه‌اش را می‌نویسد و به مصاف آنها می‌رود.
شخصیت جلال امین قهرمانی است تلخ‌اندیش که برخلاف شمایل رایج قهرمان‌های گونه نوآر، سنتی و خانواده‌دار است، گذشته تاریکی ندارد و به جای گریختن از گذشته، دلتنگ آن است. او از تنهایی گریزان است، لوطی‌صفت است و زن‌ستیز نیست. با این‌همه، در کله‌شق بودن با نمونه‌های گونه نوآر، اشتراک دارد. جمشید برزگر معتقد است شخصیت جلال امین، شباهت‌های زیادی با جلال آل احمد دارد؛ گذشته از نامش، مانند آل احمد اهل طالقان است و سرتق و یک‌دنده. به برادرش که در غرب تحصیل کرده، علاقه دارد اما نمی‌تواند از او در برابر حوادث محافظت کند. هم دلش در مسجد آرام می‌گیرد و هم گاهی هوس می‌کند لبی تر کند و به مهستی علاقه‌مند می‌شود. پرویز جاهد اما معتقد است براساس علائق عارفانهٔ هاشمی‌نژاد، شخصیت جلال می‌تواند به جلال‌الدین محمد بلخی (مولوی) نیز اشاره داشته باشد. خصوصیات شخصیتی جلال امین از جمله نترسی، میل به یافتن حقیقت، یک‌دندگی و میل به اجرای عدالت در او و همین‌طور تیزبینی، هوش، نکته‌سنجی و پختگی‌اش او را به کارآگاه‌های خصوصیِ گونهٔ نوآر نظیر «سَم اسپید» و «فیلیپ مارلو» شبیه کرده است و باعث می‌شود او پرده از راز گروه‌های تبهکار بردارد و هروئین جاسازی‌شده در ماشین را کشف کند و بتواند این باند تبهکار را متلاشی کند.
شخصیت مهستی گنجوی نیز بی‌شباهت به زنان افسونگر گونه نوآر نیست. او زیباست، جذاب و اغواگر است و همزمان، مرموز، شیطانی، غیرقابل اعتماد و خطرناک است. او از جذابیت‌اش استفاده می‌کند تا مردان تنها و بی‌پناه داستان را اغوا کرده و وامی‌دارد در راستای نقشه‌های غیرقانونی و تبهکارانه‌اش به او کمک کنند.
به عقیده حسین نوش‌آذر نظرگاه روایت در رمان محدود است و این خصیصه به تعلیق در داستان لطمه نزده است.
نثر هاشمی‌نژاد نثری است حساب‌شده که آرایه‌های کهنه‌نما سنگینش نکرده است. نویسنده به فارسی مسلط است و نثر پخته‌ای دارد که هم از عهدهٔ شخصیت‌پردازی و هم از عهدهٔ خلق دیالوگ‌های پرکشش برآمده است. این نثر و زبان غنی و شاعرانهٔ هاشمی‌نژاد حاصل سال‌ها مصاحبت او با ادبیات فارسی و پرسه‌زدن در متون قدیمی و عرفانی است. هاشمی‌نژاد در این رمان، به خلق لهجه‌های مختلف در زبان فارسی دست زده است که در ادبیات فارسی کم‌سابقه بوده و شاید بتوان آن را در کنار فارسی شکر است از محمدعلی جمال‌زاده به عنوان یکی از آثار موفق در این زمینه قرار داد.
تصویر تهران به عنوان بستر وقوع رخدادهای فیل در تاریکی، تصویری است از شهری مدرن اما ترسناک که شخصیت‌های تبهکاری چون مهستی، گلباد و افندی به راحتی در آن زندگی می‌کنند اما شخصیت‌های پاک و بی‌گناه داستان چون حسین یا جلال در آن شانسی برای نجات ندارند.

## بازخورد
اما انگیزه شخصی‌تری هم [برای نوشتن فیل در تاریکی] وجود داشت. در آن دوره روشنفکران فکر می‌کردند که دارند مبارزه سیاسی می‌کنند با رژیم شاه. ریزه‌ریزه شروع کرده بودند به اینکه مسائلی را مطرح کنند که رژیم نسبت به آن حسّاس بود. به این حسّاسیّت‌ها دامن می‌زدند برای اینکه جاه‌طلبی خودشان را ارضاء کنند. در نتیجه داستان‌نویسی را به سمتی بُردند که سمت درستی نبود.
...
آنچه فراموش شده بود طفلک خود داستان بود.

راه ننوشته
بسیاری از منتقدان فیل در تاریکی را یکی از بهترین آثار ادبیات پلیسی ایران می‌دانند. ابراهیم گلستان معتقد است از آنجا که اثر درخور دیگری در ادبیات فارسی پیش و پس از فیل در تاریکی در این گونه نوشته نشده، به‌کار بردن لفظ بهترین یا مهم‌ترین درست نیست. او فیل در تاریکی را در گونه پلیسی اثری جبهه‌شکن ندانسته است. حسن میرعابدینی گفته است هاشمی‌نژاد «خشونت باندهای مواد مخدر را با احساس شاعرانه‌ای دربارهٔ زندگی» که رابطهٔ اجتماع و خشونت را آشکار می‌کند، درآمیخته است و «بنیان‌های پوسیدهٔ یک دوران رفاه و افتخار» را نشان می‌دهد. او معتقد است فیل در تاریکی رمانی است خوش‌خوان و کشش داستانی مناسبی دارد که نمونهٔ منحصربه‌فردی در ادبیات ایران است.
جعفر مدرس صادقی در نقدی که سال ۱۳۵۸ در روزنامه آیندگان منتشر شد فیل در تاریکی را حائز تمام عناصر مرسوم رمان‌های پلیسی دانسته اما معتقد است مثل همه رمان‌های پلیسی چیزی کم دارد که اتفاقاً غرض هاشمی‌نژاد از نوشتن در سبک پلیسی، همان کمبود است. به همین دلیل است که هاشمی‌نژاد مجبور می‌شود جاهایی از روال عادی این‌گونه رمان‌ها، خارج شود و این به زعم مدرس صادقی، به رمان آسیب رسانده است؛ او اطلاعات مربوط به زندگی خصوصی جلال و کودکی‌اش با حسین را از این دست می‌داند و معتقد است در رمان پلیسی باید اطلاعاتی از زندگی شخصیت‌ها داده شود که کارکردی در رمان داشته باشند. او بر این باور است که نقشه‌هایی که جلال برای معامله با تبهکاران و به‌دام انداختن آنها می‌کشد، بیشتر از ظرفیت شخصیت اوست که یک آدم عادی است و بیشتر یک کاراگاه یا پلیس خبره از پس‌شان برمی‌آید. همین‌طور آغاز رمان را ضعیف، بخش هماغوشی با مهستی را زائد و رفتن به خانه جلال در شب قرار را خلاف رفتارهای محتاطانه او می‌داند.
محمدحسن شهسواری فیل در تاریکی را برای هاشمی‌نژاد یک «موفقیت بزرگ» دانسته چراکه پس از ۴۰ سال هنوز با این اثر شناخته می‌شود و برای ادبیات فارسی «بسیار بد» چون رمانی به زعم او دارای «ضعف‌های مشهود»، همچنان بهترین رمان جنایی فارسی دانسته می‌شود. او قوت این اثر را زبان آن دانسته و یکی از بزرگ‌ترین ضعف‌هایش را وجود شخصیت‌های منفی بدون «پس‌زمینه اجتماعی» شمرده است.
علیرضا محمودی فیل در تاریکی را اثری در گونه جنایی و زیرگونه تریلر (دلهره‌آور) می‌داند اما تبعیت اثر از قواعد این گونه را ضعیف و پلات آن را «بسیار نامنظم و شلخته» دانسته است چنان‌که به زعم او بخش زیادی از ابتدای اثر بدون هیچ‌گونه اتفاق جنایی پیش می‌رود و تنها تمهیدی است برای زمینه‌سازی رخدادهای بعدی و در عین حال از این زمینه‌سازی در ادامه داستان به‌خوبی استفاده نمی‌شود. او یکی از علل ناکامی اثر در زمینه پلات را تلفیق با آثاری چون شاهین مالت می‌داند؛ به‌عوض اینکه پلات در ادامه تجربه جنایی‌نویسی در ایران باشد. او مورد گفتگو بودن اثر هاشمی‌نژاد پس از ۴۰ سال را نه به دلیل «شاهکار» بودن آن بلکه به‌خاطر برخی ویژگی‌های سبکی او دانسته است.
کریم اسدسنگابی فیل در تاریکی را رمانی پلیسی به سبک داستان‌های جیمز باند دانسته است که نویسنده آن در شکل‌دادن به حوادث، چیره‌دست بوده و تصویری از تهرانی مدرن و پر از تبهکاری به‌دست می‌دهد که با هدف ایجاد دکوپاژی سینمایی در داستان تعبیه شده‌اند. او معتقد است فیل در تاریکی به دلیل قدرت‌های تکنیکی‌اش می‌تواند دست‌مایه رمان‌هایی شود که بازتابی از فضای سیاسی (برای نمونه ارائه تصویری از جامعه‌ای پلیسی) به‌دست می‌دهند.
حسین نوش‌آذر معتقد است رابطه اجتماع و خشونت به‌تصویر درآمده در فیل در تاریکی چنان‌که در رمان‌های پلیسی مرسوم است، به دنبال کشف معما نیست بلکه می‌خواهد خشونت را وابگذاریم و مانند شخصیت اصلی رمان که زمانی به مسجد پناه می‌برد، به معنویت و یگانگی با اجزای طبیعت در یک زندگی آرام و روستایی متمایل شویم. او معتقد است این نیازی است که انقلاب ۱۳۵۷ به آن پاسخ داد و بر این اساس هاشمی‌نژاد را انقلابی‌ترین نویسنده رمان جنایی و پلیسی می‌داند. جمشید برزگر هم با این نگاه موافق است چنان‌که گفته است هاشمی‌نژاد قواعد ادبی را رعایت می‌کند اما در جهت معکوس جهانی که رمان و داستان را پدیدمی‌آورد. او بر این باور است که سمت‌وسوی ساختاری رمان برآمده از نگاهی است که آل احمد در غرب‌زدگی دارد؛ نگاهی که برگرفته از آرای سید احمد فردید است. به عقیده برزگر، هاشمی‌نژاد روح زمانه را به‌درستی درک کرده و در قالب رمان پلیسی بازتاب داده است بنابراین رمان او ارزش و سندیت اجتماعی دارد.
پرویز جاهد اما با برداشت سیاسی از این رمان مخالف است و این نگاه را تقلیل‌گرایانه می‌داند. او هاشمی‌نژاد را بیشتر عارف‌مسلک و علاقه‌مند به سنت‌ها می‌داند نه کسی که پیشنهادی برای مدرنیته ایرانی داشته باشد یا بدیلی برای حکومت. او معتقد است فیل در تاریکی بسیاری از خصوصیات داستان نوآر از جمله تضاد نیروهای خیر و شر، لحن بدبینانه و تلخ، تقدیرگرایی، شخصیتی که ناخواسته درگیر حل معما می‌شود و زن افسونگر (فِم‌فَتال) را دارد و توانسته به شکلی بومی، تنش‌ها و تضادهای اجتماعی ایران را در قالب داستان و جدال خیر و شر به تصویر درآورد. او بر این باور است که فیل در تاریکی از نمونه‌های آمریکایی ادبیات نوآر بهره گرفته و به جای تمرکز بر قتل و جنایت، به انگیزه‌های درونی شخصیت‌ها و تأثیر محیط و جامعه بر رفتار آنها توجه دارد.
کاوه میرعباسی فیل در تاریکی را رمانی در گونه تریلر می‌داند و معتقد است فیل در تاریکی در قیاس با آثار پلیسی پیش از خود که عمدتاً پاورقی‌های پلیسی کم‌ارزش بودند، می‌تواند با اغماض اولین رمان پلیسی ایرانی دانسته شود. او فیل در تاریکی را راهگشای ادبیات پلیسی ایران می‌داند.
محمدحسن خدایی فیل در تاریکی را واکنشی به زمانه روبه‌زوال سیاسی، درهم و درحال‌گذار دانسته که در آستانه انقلاب قرار دارد و جنبش‌های اجتماعی و سیاسی در آن در حال گسترش هستند. او بر این باور است که گرچه فیل در تاریکی در دوران پرتلاطم و فضای انقلابی چندان خوانده نشد و توجهی برنیانگیخت، اما این نابهنگامی بعدها عیاری شد برای شناخت زمانه‌ای که هاشمی‌نژاد در آن دست به نوشتن زد و تلاش کرد واقعیت‌های پیرامونی‌اش را در قالب داستانی معمایی، ضبط کند.

## اقتباس‌ها
سینما
نعمت حقیقی در سال ۱۳۶۸ و براساس فیلم‌نامه‌ای که خودش از فیل در تاریکی اقتباس کرده بود، فیلمی با بازی فرامرز قریبیان ساخت که تولید آن هیچ‌گاه به پایان نرسید. علت توقف این پروژه شرایط نامناسب جسمانی نعمت حقیقی و افزایش هزینه‌های فیلم دانسته شده است. بعدها کارگردان دیگری کار حقیقی را به پایان رساند و فیلم از تلویزیون پخش شد. به گفته قاسم هاشمی‌نژاد او با این ساخت مجدد مخالف بوده و طی نامه‌ای مراتب اعتراضش را به صداوسیما ابلاغ کرده چراکه طبق قراردادش با نعمت حقیقی، برای ادامه کار توسط فرد دیگری، نیاز به اجازهٔ نویسنده رمان بوده است. پرویز جاهد از هاشمی‌نژاد خواست فیلم‌نامه‌ای براساس فیل در تاریکی بنویسد اما پس از پایان کار فیلم‌نامه، موفق به ساخت فیلم نشد.
تئاتر
محمد زارعی نمایش‌نامه «فیل در تاریکی» را براساس رمان هاشمی‌نژاد نوشت و مهرداد مصطفوی آن را کارگردانی کرد. این نمایش در شهریورماه ۱۳۹۷ روی صحنه رفت.

## یادداشت
1. ↑  چار-چار زمستانی دو چهار روز و جمعاً هشت روز است که در آن سرمای زمستانی به اوج خودش می‌رسد و پس از آن، سرما کمتر می‌شود.[۱۱]
2. ↑  کتاب راه ننوشته در سال ۱۳۹۴ منتشر شده و زمان مصاحبه، ۱۳۹۲ بوده است.
3. ↑  رمان به صورت دانای کل محدود به ذهن جلال روایت می‌شود.
4. ↑  براساس اطلاعات بانک اطلاعاتی فیلم‌ها، عباس رافعی ده سال بعد فیلم را به پایان رساند.[منبع نامعتبر؟]